# Schiefermantelhabicht
Der Schiefermantelhabicht, auch Rabaulhabicht, (Tachyspiza luteoschistacea, Syn.: Accipiter luteoschistaceus) ist ein Greifvogel, der endemisch auf den Bergen der Insel Neubritannien in Papua-Neuguinea vorkommt.
Der Lebensraum umfasst Wälder, Waldränder bis mindestens 700 m Höhe.
Der Artzusatz kommt von lateinisch luteus ‚gelb‘ und lateinisch schistaceus ‚schiefergrau‘.

## Merkmale
Dieser Vogel ist 28 bis 38 cm groß, das Männchen wiegt zwischen 205 und 222 g, das Weibchen ist größer, die Flügelspannweite beträgt 55 bis 65 cm. Dieser mittelgroße Habicht hat kurze, gerundete Flügel, einen kurzen Schwanz, einen großen Schnabel und lange, schlanke Beine. Die Oberseite ist schiefergrau, der Scheitel dunkler, der Rumpf heller. Die Unterseite ist weißlich bis blass zimtfarben. Weibchen sind brauner und schwärzen an Scheitel und Nacken mit deutlicherer brauner Brustbänderung. Die Iris ist orange-gelb, die Wachshaut und die Beine sind orange-gelb bis rötlich. Jungvögel sind blasser gefärbt, haben eine kräftig schwarz gebänderte Oberseite einschließlich Oberschwanzdecken, einen schmalen Halsstreifen mittig und eine grob blass cremefarben gebänderte Unterseite. Sie erinnern an Jungvögel des größeren Halmaherahabicht (Tachyspiza henicogrammus).
Vom im gleichen Verbreitungsgebiet vorkommenden Dreifarbensperber (Tachyspiza brachyura) unterscheidet die Art sich durch Orange-Rot an Kopf und Beinen (nicht gelb), eine kürzere mittlere Zehe und das Fehlen eines rotbraunen Kragens. Der Papuahabicht (Astur meyerianus) ist wesentlich größer, der Prinzenhabicht (Tachyspiza princeps) kommt wohl kaum unterhalb von 750 m Höhe vor.
Verwechslungsmöglichkeit besteht noch mit dem wesentlich größeren und weniger gebänderten Bänderweih (Henicopernis infuscatus).
Die Art ist monotypisch.

## Stimme
Der Ruf ist nicht sicher bekannt.

## Lebensweise
Die Nahrung besteht vermutlich aus Reptilien und Insekten, zum Brutverhalten liegen keine Informationen vor.

## Gefährdungssituation
Die Art gilt als gefährdet (Vulnerable) aufgrund von Habitatverlust.